# Thagria furcata
Thagria furcata är en insektsart som beskrevs av Li 1989. Thagria furcata ingår i släktet Thagria och familjen dvärgstritar. Inga underarter finns listade i Catalogue of Life.